# La signora e lo straniero
La signora e lo straniero è un film di Rainer Simon del 1985. Vinse l'Orso d'Oro al Festival di Berlino.

## Riconoscimenti
- 1985 - Festival internazionale del cinema di Berlino
  - Orso d'oro